# Samson en Gert Kerstshow

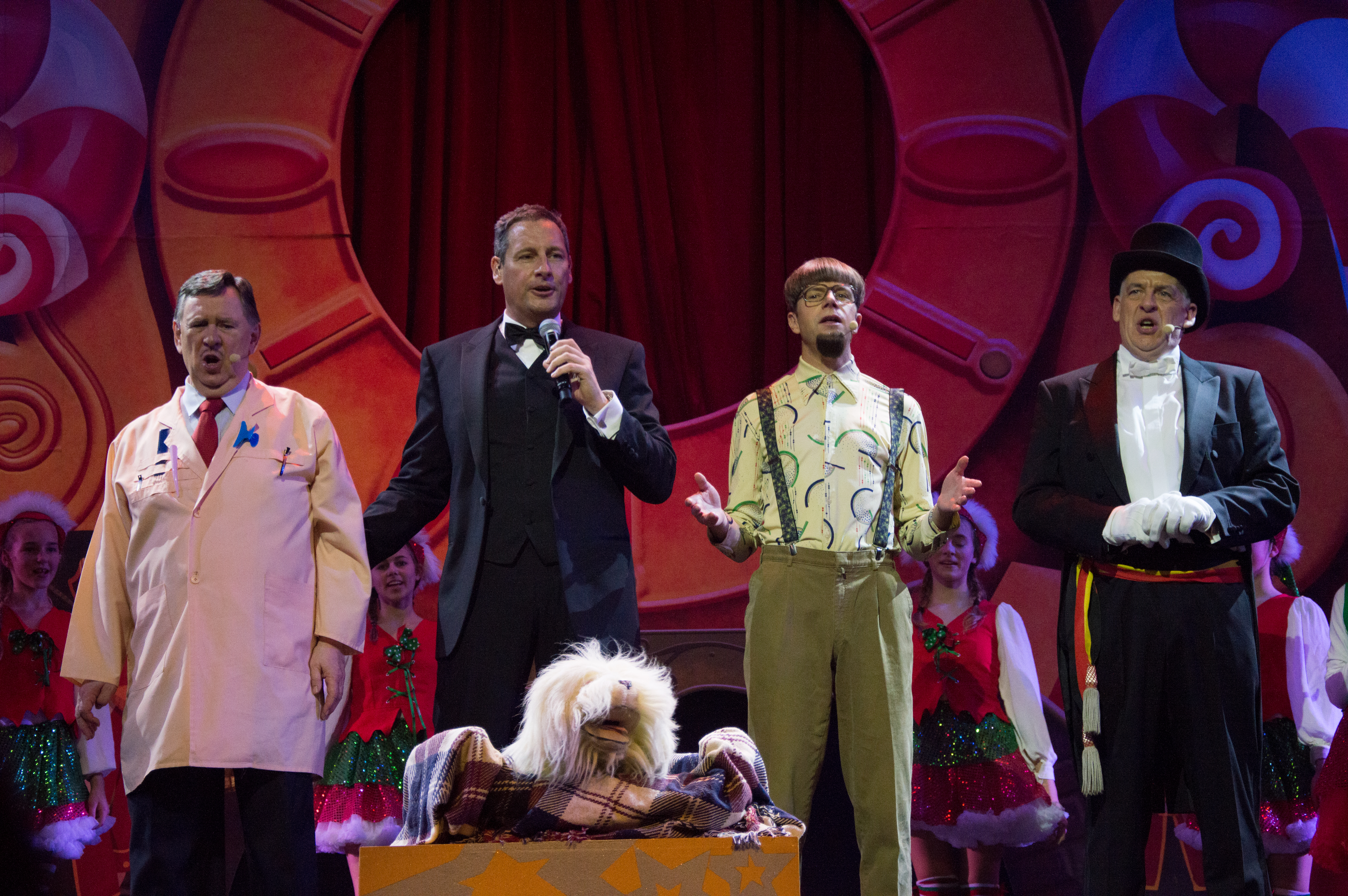
Samson en Gert Kerstshow 2013-2014

De Samson en Gert Kerstshow was de theatershow die het Vlaamse televisieduo Samson en Gert van 1991 tot 2019 jaarlijks bracht.

## Geschiedenis
De allereerste kerstshow werd georganiseerd op 23 december 1991 in de Koningin Elisabethzaal te Antwerpen. Van 1991 tot en met 1995 werd de show door de toenmalige BRTN georganiseerd. Sinds 1996 is de show in handen van Studio 100. Van alle kerstshows werden televisieopnamen gemaakt.
Vanwege restauratie van de Koningin Elisabethzaal ging de Kerstshow van jaargang 2012-2013 door in de Antwerpse Lotto Arena. Vanaf jaargang 2013-2014 werden de Kerstshows jaarlijks gespeeld in het Plopsa Theater in De Panne. De shows vanaf 2014-2015 tot 2018-2019 trokken ook naar het Ethias Theater in Hasselt.
Maandag 29 december 2014 speelden Samson en Gert in het Plopsa Theater hun 1000ste voorstelling. Gert Verhulst en Walter De Donder zijn de enige acteurs die alle kerstshows mee hebben gedaan.

## Hoofdrollen
- Samson - Danny Verbiest (1991-2005), Peter Thyssen (2005-2013), Dirk Bosschaert (2013-2019)
- Gert - Gert Verhulst (1991-2019)
- Alberto - Koen Crucke (1991-2006, 2009-2019)
- Burgemeester - Walter De Donder (1991-2019)
- Van Leemhuyzen - Walter Baele (1998-2019)
- Octaaf - Walter Van de Velde (1992-2002, 2005-2006)
- De afgevaardigde van de minister - Hans Royaards (2005-2012)
- Frieda Kroket - Barbara De Jonge (2002-2003)
- Mevrouw Jeannine - Ann Petersen (1994-1999)
- Miranda - Liesbet Verstraeten (1992)

### Opmerkingen
- Ann Petersen speelde wel mee in de kerstshow van 1998-1999, maar ze kon wegens haar gezondheidsproblemen niet met alle shows meedoen. De andere acteurs namen in geval van afwezigheid haar tekst over. In de videoregistratie van de show is mevrouw Jeannine daardoor tevens niet aanwezig.
- Walter Van de Velde trad voor het laatst fysiek op in een kerstshow tijdens de editie van 2002-2003. In de kerstshow van 2005-2006 speelde hij echter wel een rol als Octaaf De Bolle via vooraf opgenomen videobeelden die tijdens de voorstelling op een scherm werden vertoond.
- Koen Crucke was tijdens de kerstshow van 2009-2010 enkele dagen zijn stem kwijt. Hij verscheen wel op het podium maar het merendeel van zijn tekst werd overgenomen door de andere acteurs en het koor zong in zijn plaats. Hij speelde niet mee in de kerstshows van december 2006 tot december 2009.

## Overzicht
| Nr. | Titel                             | Looptijd                            | Locatie                        | Regie                                       | Spelers |
| --- | --------------------------------- | ----------------------------------- | ------------------------------ | ------------------------------------------- | --- |
| 1   | De Grote Samson Kerstshow         | 23 december 1991 – 28 december 1991 | Koningin Elisabethzaal         | Bart Van Leemputten                         | Danny Verbiest (Samson), Gert Verhulst (Gert), Koen Crucke (Alberto), Walter De Donder (Burgemeester), Hans Bourlon (Koerier Rap & Proper) |
| 2   | Samson Kerstshow 1992             | 22 december 1992 – 30 december 1992 | Koningin Elisabethzaal         | Bart Van Leemputten                         | Danny Verbiest (Samson), Gert Verhulst (Gert), Koen Crucke (Alberto), Walter De Donder (Burgemeester), Walter Van de Velde (Octaaf), Liesbet Verstraeten (Miranda)                                                                                                  |
| 3   | Verboden voor Schotten!           | 26 december 1993 – 31 december 1993 | Koningin Elisabethzaal         | Bart Van Leemputten                         | Danny Verbiest (Samson), Gert Verhulst (Gert), Koen Crucke (Alberto), Walter De Donder (Burgemeester), Walter Van de Velde (Octaaf) |
| 4   | Clowns en circuscapriolen         | 25 december 1994 – 6 januari 1995   | Koningin Elisabethzaal         | Bart Van Leemputten                         | Danny Verbiest (Samson), Gert Verhulst (Gert), Koen Crucke (Alberto), Walter De Donder (Burgemeester), Walter Van de Velde (Octaaf), Ann Petersen (Jeannine) |
| 5   | De grote sprookjesshow            | 23 december 1995 – 25 februari 1996 | Koningin Elisabethzaal         | Frank Van Laecke, Bart van leemputten       | Danny Verbiest (Samson), Gert Verhulst (Gert), Koen Crucke (Alberto), Walter De Donder (Burgemeester), Walter Van de Velde (Octaaf), Ann Petersen (Jeannine) |
| 6   | Jacht op een schat                | 21 december 1996 – 15 februari 1997 | Koningin Elisabethzaal         | Frank Van Laecke, Bart van leemputten       | Danny Verbiest (Samson), Gert Verhulst (Gert), Koen Crucke (Alberto), Walter De Donder (Burgemeester), Walter Van de Velde (Octaaf), Ann Petersen (Jeannine) |
| 7   | Het speelgoedgeld                 | 20 december 1997 – 1 maart 1998     | Koningin Elisabethzaal         | Frank Van Laecke, Bart van leemputten       | Danny Verbiest (Samson), Gert Verhulst (Gert), Koen Crucke (Alberto), Walter De Donder (Burgemeester), Walter Van de Velde (Octaaf), Ann Petersen (Jeannine) |
| 8   | Iedereen is ziek                  | 19 december 1998 – 21 februari 1999 | Koningin Elisabethzaal         | Jan Verbist, Bart van leemputten            | Danny Verbiest (Samson), Gert Verhulst (Gert), Koen Crucke (Alberto), Walter De Donder (Burgemeester), Walter Van de Velde (Octaaf), Walter Baele (Van Leemhuyzen)                                                                                                  |
| 9   | De Vanburalshow                   | 25 december 1999 – 9 januari 2000   | Koningin Elisabethzaal         | Frank Van Laecke, Bart van leemputten       | Danny Verbiest (Samson), Gert Verhulst (Gert), Koen Crucke (Alberto), Walter De Donder (Burgemeester), Walter Van de Velde (Octaaf), Walter Baele (Van Leemhuyzen)                                                                                                  |
| 10  | De koning en koningin komen!      | 23 december 2000 – 4 maart 2001     | Koningin Elisabethzaal         | Frank Van Laecke, Bart van leemputten       | Danny Verbiest (Samson), Gert Verhulst (Gert), Koen Crucke (Alberto), Walter De Donder (Burgemeester), Walter Van de Velde (Octaaf), Walter Baele (Van Leemhuyzen)                                                                                                  |
| 11  | De Mysterieuze Taartengooier      | 22 december 2001 – 17 februari 2002 | Koningin Elisabethzaal         | Gert Verhulst, Bart van leemputten          | Danny Verbiest (Samson), Gert Verhulst (Gert), Koen Crucke (Alberto), Walter De Donder (Burgemeester), Walter Van de Velde (Octaaf), Walter Baele (Van Leemhuyzen)                                                                                                  |
| 12  | Sponkie, Het spookje              | 21 december 2002 – 7 maart 2003     | Koningin Elisabethzaal         | Jasper Verheugd, Bart van leemputten        | Danny Verbiest (Samson), Gert Verhulst (Gert), Koen Crucke (Alberto), Walter De Donder (Burgemeester), Walter Baele (Van Leemhuyzen), Barbara De Jonge (Frieda Kroket), Peter Thyssen (Sponkie)                                                                     |
| 13  | Reis door de Tijdmachine          | 20 december 2003 – 24 februari 2004 | Koningin Elisabethzaal         | Jasper Verheugd, Bart van leemputten        | Danny Verbiest (Samson), Gert Verhulst (Gert), Koen Crucke (Alberto), Walter De Donder (Burgemeester), Walter Baele (Van Leemhuyzen), Chris Cauwenberghs (Ridder), Peter Thyssen (Dinosaurus/Professor)                                                             |
| 14  | Wiwi, het vreemde wezentje        | 25 december 2004 – 7 februari 2005  | Koningin Elisabethzaal         | Jasper Verheugd, Bart van leemputten        | Danny Verbiest (Samson), Gert Verhulst (Gert), Koen Crucke (Alberto), Walter De Donder (Burgemeester), Walter Baele (Van Leemhuyzen), Britt Van der Borght (Wiwi)                                                                                                   |
| 15  | Vijftien jaar Samson!             | 24 december 2005 – 7 januari 2006   | Koningin Elisabethzaal         | Jasper Verheugd                             | Peter Thyssen (Samson), Gert Verhulst (Gert), Koen Crucke (Alberto), Walter De Donder (Burgemeester), Walter van de Velde (Octaaf), Walter Baele (Van Leemhuyzen), Hans Royaards (Afgevaardigde)                                                                    |
| 16  | Missen op zoek naar een man       | 23 december 2006 – 7 januari 2007   | Koningin Elisabethzaal         | Jasper Verheugd                             | Peter Thyssen (Samson), Gert Verhulst (Gert), Walter De Donder (Burgemeester), Walter Baele (Van Leemhuyzen), Hans Royaards (Afgevaardigde) |
| 17  | Circus                            | 22 december 2007 – 5 januari 2008   | Koningin Elisabethzaal         | Jasper Verheugd                             | Peter Thyssen (Samson), Gert Verhulst (Gert), Walter De Donder (Burgemeester), Walter Baele (Van Leemhuyzen), Hans Royaards (Afgevaardigde), Nele Goossens (Circusdirectrice)                                                                                       |
| 18  | De (niet zo) Magische Kerstshow   | 20 december 2008 – 3 januari 2009   | Koningin Elisabethzaal         | Gert Verhulst, Stefan Staes                 | Peter Thyssen (Samson), Gert Verhulst (Gert), Walter De Donder (Burgemeester), Walter Baele (Van Leemhuyzen), Hans Royaards (Afgevaardigde) |
| 19  | De Magische Kerstbal              | 19 december 2009 – 30 december 2009 | Koningin Elisabethzaal         | Gert Verhulst, Stefan Staes                 | Peter Thyssen (Samson), Gert Verhulst (Gert), Koen Crucke (Alberto), Walter De Donder (Burgemeester), Walter Baele (Van Leemhuyzen), Hans Royaards (Afgevaardigde), Sara Hofmans (Mireille)                                                                         |
| 20  | De 20ste kerstshow                | 25 december 2010 – 9 januari 2011   | Koningin Elisabethzaal         | Gert Verhulst, Stefan Staes                 | Peter Thyssen (Samson), Gert Verhulst (Gert), Koen Crucke (Alberto), Walter De Donder (Burgemeester), Walter Baele (Van Leemhuyzen), Hans Royaards (Afgevaardigde), Jelle Cleymans (Tv-presentator)                                                                 |
| 21  | Samson teevee                     | 25 december 2011 – 8 januari 2012   | Koningin Elisabethzaal         | Gert Verhulst, Stefan Staes                 | Peter Thyssen (Samson), Gert Verhulst (Gert), Koen Crucke (Alberto), Walter De Donder (Burgemeester), Walter Baele (Van Leemhuyzen), Hans Royaards (Afgevaardigde)                                                                                                  |
| 22  | De grootste kerstshow ooit        | 22 december 2012 – 6 januari 2013   | Lotto Arena                    | Gert Verhulst, Stefan Staes                 | Peter Thyssen (Samson), Gert Verhulst (Gert), Koen Crucke (Alberto), Walter De Donder (Burgemeester), Walter Baele (Van Leemhuyzen), Hans Royaards (Afgevaardigde), Jo Leemans (Mevrouw Schuit)                                                                     |
| 23  | Op reis naar het IJspaleis        | 21 december 2013 – 30 december 2013 | Plopsa Theater                 | Gert Verhulst, Stefan Staes, Marie Verhulst | Dirk Bosschaert (Samson), Gert Verhulst (Gert), Koen Crucke (Alberto), Walter De Donder (Burgemeester), Walter Baele (Van Leemhuyzen), Patrick Onzia (alle nevenpersonages)                                                                                         |
| 24  | De prinsessen van Prinsessia      | 20 december 2014 - 4 januari 2015   | Plopsa Theater, Ethias Theater | Gert Verhulst, Stefan Staes, Marie Verhulst | Dirk Bosschaert (Samson), Gert Verhulst (Gert), Koen Crucke (Alberto), Walter De Donder (Burgemeester), Walter Baele (Van Leemhuyzen), Fauve Geerling (Violet), Helle Vanderheyden (Iris), Désirée Viola (Roos), Sylvia Boone (Madeliefje), Jolijn Henneman (Linde) |
| 25  | De 25ste kerstshow                | 19 december 2015 - 10 januari 2016  | Plopsa Theater, Ethias Theater | Gert Verhulst, Stefan Staes, Marie Verhulst | Dirk Bosschaert (Samson), Gert Verhulst (Gert), Koen Crucke (Alberto), Walter De Donder (Burgemeester), Walter Baele (Van Leemhuyzen), James Cooke (presentator), Viktor Verhulst (cameraman)                                                                       |
| 26  | Samson & Gert gaan naar Hollywood | 26 december 2016 - 7 januari 2017   | Plopsa Theater, Ethias Theater | Gert Verhulst, Stefan Staes, Marie Verhulst | Dirk Bosschaert (Samson), Gert Verhulst (Gert), Koen Crucke (Alberto), Walter De Donder (Burgemeester), Walter Baele (Van Leemhuyzen), James Cooke (Stievie Spoelberg), Viktor Verhulst (cameraman)                                                                 |
| 27  | Burgemeester Pegel komt           | 23 december 2017 - 7 januari 2018   | Plopsa Theater, Ethias Theater | Gert Verhulst, Stefan Staes, Marie Verhulst | Dirk Bosschaert (Samson), Gert Verhulst (Gert), Koen Crucke (Alberto), Walter De Donder (Burgemeester), Walter Baele (Van Leemhuyzen), Stefan Staes (burgemeester Pegel)                                                                                            |
| 28  | De Hondenshow                     | 22 december 2018 - 6 januari 2019   | Plopsa Theater, Ethias Theater | Gert Verhulst, Stefan Staes, Marie Verhulst | Dirk Bosschaert (Samson), Gert Verhulst (Gert), Koen Crucke (Alberto), Walter De Donder (Burgemeester), Walter Baele (Van Leemhuyzen), Ruth Beeckmans (Angella), Stefan Staes (Meneer Dobberman)                                                                    |

## Video's en dvd's
Verschillende Kerstshows zijn op video of dvd verschenen. De videobanden werden uitgegeven door de BRTN en Paradiso. Later nam Studio 100 dit over. De dvd's worden sinds het begin af aan uitgegeven door Studio 100.

### Videobanden
- Kerstshow 1993/1994
- Kerstshow 1995/1996
- Zomertour 1996
- Kerstshow 1996/1997
- Kerstshow 1997/1998
- Kerstshow 1998/1999
- Kerstshow 2000/2001
- Kerstshow 2001/2002

### Dvd's
- Het beste uit alle Samson & Gert Kerstshows
- Kerstshow 2002/2003 - in de reeks Studio 100 Kids-collectie
- Kerstshow 2006/2007
- Kerstshow 2007/2008 - samen met kerstspecial "De kerstwens"
- Kerstshow 2008/2009
- Kerstshow 2009/2010
- Kerstshow 2010/2011
- Kerstshow 2011/2012
- Kerstshow 2012/2013
- Kerstshow 2013/2014
- Kerstshow 2014/2015 - samen met Samson en Gert Winterpret
- Kerstshow 2015/2016 - in de reeks 20 jaar Studio 100
- Kerstshow 2016/2017
- Kerstshow 2017/2018
- Kerstshow 2018/2019